# Янув (Бжезінський повіт)
Янув (пол. Janów) — село в Польщі, у гміні Дмосін Бжезінського повіту Лодзинського воєводства.
У 1975-1998 роках село належало до Скерневицького воєводства.